# Вінселер (комуна)
Вінселер (люксемб. Wanseler, фр. Winseler, нім. Winseler) — комуна Люксембургу. Входить до складу кантону Вільц в окрузі Дикірх.

## Географія
Площа території комуни становить 30,42 км² (18-е місце за цим показником серед 116 комун Люксембургу).
Висота найвищої точки комуни над рівнем моря складає 520 метрів (17-е місце за цим показником серед комун країни), найнижчої — 320 метрів (112-е місце).

## Демографія
Станом на 2011 рік на території комуни мешкало 1 116 ос.
Динаміка чисельності населення:

## Адміністративний поділ
До складу комуни входять такі поселення:
| Поселення   | Населення за даними переписів: | Населення за даними переписів: | Населення за даними переписів: |
| Поселення   | на 31.03.1981                  | на 01.03.1991                  | на 15.02.2001                  |
| ----------- | ------------------------------ | ------------------------------ | ------------------------------ |
| Берле       | н/д                            | н/д                            | 104                            |
| Донкольс    | н/д                            | 149                            | 221                            |
| Грумельшайд | 57                             | 62                             | 61                             |
| Нертранж    | 157                            | 161                            | 260                            |
| Поммерлох   | н/д                            | н/д                            | 48                             |
| Шляйф       | н/д                            | 12                             | 8                              |
| Сонлез      | н/д                            | 30                             | 40                             |
| Вінселер    | 85                             | 70                             | 120                            |